# Wolfgang Panzer (Politiker)
Wolfgang Panzer (* Dezember 1967 in München) ist ein deutscher Kommunalpolitiker (SPD).

## Leben
Panzer wurde als Sohn des ehemaligen Unterhachinger Gemeinderats Volker Panzer geboren. Er war über 20 Jahre als Verwaltungsfachwirt beim Landkreis München tätig, unter anderem bei der Baugenehmigungsbehörde sowie als stellvertretender Leiter der Kfz-Zulassungs- und Führerscheinstelle. Bei der Kommunalwahl im März 2002 wurde er erstmals in den Gemeinderat von Unterhaching gewählt.
In Nachfolge von Erwin Knapek (SPD) wurde Panzer 2008 zum Bürgermeister von Unterhaching gewählt. In der Stichwahl am 16. März 2008 setzte er sich mit 70,22 Prozent der Stimmen gegen Elisabeth Deindörfer (CSU) durch. Im Jahr 2014 wurde er im ersten Wahlgang mit 52,9 Prozent der Stimmen bei vier Gegenkandidaten wieder zum Bürgermeister gewählt.
2003 heiratete Panzer seine Frau Nicole. Sie haben eine gemeinsame Tochter und seit September 2013 einen Sohn.
Panzer ist Mitglied der Freiwilligen Feuerwehr, der Baugenossenschaft Unterhaching, dem Heimat- und Trachtenverein D`Hachingertaler, beim Förderverein Heimatmuseum, dem Städte-Partnerschaftskreis, der Arbeiterwohlfahrt, beim VdK, der Nachbarschaftshilfe, dem TSV Unterhaching, den Hachinger Stockschützen, beim Kleingartenverein am Sportpark, beim Förderverein 1. ABC-Zug München-Land, sowie bei der Unterhachinger SPD.